# Eudemos von Rhodos
Eudemos von Rhodos (griechisch Εὔδημος Eúdēmos, latinisiert Eudemus; * um 370 v. Chr. in Rhodos; † um 300 v. Chr.) war ein antiker griechischer Philosoph.

## Leben
Eudemos war einer der bedeutendsten Schüler des Aristoteles, dessen Werke er herausgab. Nach dem Tod seines Lehrers gründete er in seiner Heimatstadt eine eigene Schule, in der er die peripatetische Tradition fortsetzte. Dabei legte er besonderes Gewicht auf die Logik und die Naturphilosophie und erteilte auch Unterricht in aristotelischer Ethik.
Eudemos gilt als Begründer der Wissenschaftsgeschichte. Von seinen Werken sind nur Fragmente überliefert: Physik (verwendet von Simplikios), Analytik, Geschichte der Geometrie, Arithmetik und Astronomie, vielleicht auch der Theologie.

## Ausgabe
- Fritz Wehrli (Hrsg.) Eudemos von Rhodos. 2., erg. und verb. Auflage. (= Die Schule des Aristoteles. Texte und Kommentar. Heft 8). Schwabe, Basel 1969